# SG Bad Soden
Die SG Bad Soden (offiziell: Sportgemeinschaft 1911 Bad Soden/Ahl e.V.) ist ein Sportverein aus Bad Soden-Salmünster im Main-Kinzig-Kreis. Die erste Fußballmannschaft spielte sechs Jahre in der damals dritt- bzw. viertklassigen Oberliga Hessen und nahm einmal am DFB-Pokal teil.

## Geschichte
Der Verein wurde im Jahre 1911 gegründet und spielte zunächst jahrzehntelang auf lokaler Ebene. Ab Anfang der 1970er Jahre engagierte sich der Tiefbauunternehmer Walter Nix bei dem Verein, dessen Spieler aufgrund der Tradition Bad Sodens als Thermal-Kurort mit mehreren Mineralquellen auch als die Sprudelkicker bekannt sind. Im Jahre 1975 gelang der Aufstieg in die Landesliga Hessen-Nord. Drei Jahre später qualifizierten sich die Sprudelkicker für den DFB-Pokal, wo die Mannschaft in der ersten Runde mit 1:3 gegen den VfL Neustadt/Weinstraße verloren. 1980 gelang der Aufstieg in die Oberliga Hessen. Dort erreichte die Mannschaft in der Saison 1981/82 mit Platz sieben den sportlichen Zenit.
Ein Jahr später stiegen die Sprudelkicker in die Landesliga ab. 1989 wurde die Mannschaft Vizemeister hinter der zweiten Mannschaft des KSV Hessen Kassel und durfte aufgrund der damaligen Regularien aufsteigen. Als Tabellenletzter folgte der direkte Wiederabstieg. Bei Rot-Weiss Frankfurt gab es eine 0:8-Niederlage. 1995 folgte der dritte Aufstieg in die Oberliga. Das Entscheidungsspiel um die Landesligameisterschaft wurde gegen die zweite Mannschaft von Hessen Kassel zwar mit 0:1 nach Verlängerung verloren, die Sprudelkicker durften aufgrund der immer noch bestehenden Regularien aufsteigen. 
Nach zwei Oberligajahren erfolgte der erneute Abstieg 1997, unter anderem nach 0:8-Niederlagen beim SV Wehen und bei Kickers Offenbach. Zwei weitere Abstiege in Folge brachten die SG im Jahre 2001 in die Bezirksliga. Schon 2003 gelang der Wiederaufstieg in die damalige Landesliga Nord (seit 2008 Verbandsliga), die man bis 2012 halten konnte. Nach dem Wiederaufstieg 2015 spielt die Mannschaft in der Verbandsliga Nord.

## Persönlichkeiten
- Matthias Baranowski
- Kurt Kowarz
- Fred Kromm
- Henry Lesser
- Sead Mehić
- Kevin Pezzoni
- Pia Wunderlich